# Civila (manzana)
Civila es el nombre de una variedad cultivar de manzano (Malus domestica). Esta manzana está cultivada en la Estación de fruticultura de Madridanos, así como en diversos viveros entre ellos algunos dedicados a conservación de árboles frutales en peligro de desaparición. Esta manzana es originaria de la  Provincia de León, donde tuvo su mejor época de cultivo comercial anteriormente a la década de 1960, y actualmente en menor medida aún se encuentra.

## Sinónimos
- "Manzana Civila".[5][7][8]

## Historia
Gracias a la inversión de diversas empresas frutícolas catalanas en Castilla y León, se ha incrementado en gran medida la producción de manzanas selectas de mesa en esta comunidad autónoma. Según el "Anuario de Estadística Agraria de Castilla y León", desde el año 2000 al 2015 se ha duplicado la producción de manzanas de mesa de variedades selectas foráneas, pasando de los 18.634 toneladas registradas en el año 2000 hasta las 39.218 de 2015, último dato disponible. La provincia de Soria lidera la Comunidad, con casi el 45% del total, 17.000 toneladas. Le sigue León, con 12.200 toneladas y de lejos Zamora, con 4.750 toneladas, en cuarto lugar se sitúa Burgos, con 2.800 toneladas, y quinta Ávila, con 1.065 toneladas. A la cola, Segovia, Salamanca, y Valladolid, con 80, 75 y 47 toneladas, respectivamente.
'Civila' es una variedad autóctona de la León, que por la competencia de otras variedades selectas, ha sido desbancado su cultivo al no poder competir con estas variedades ni en aspecto ni en costes de producción. Hay cientos de árboles semi abandonados por falta de cuidado y por la escasa rentabilidad de la recolección, ya que los consumidores compran las manzanas selectas foráneas de las grandes superficies de venta.
'Civila' está considerada incluida en las variedades locales autóctonas muy antiguas, cuyo cultivo se centraba en comarcas muy definidas. Se caracterizaban por su buena adaptación a sus ecosistemas y podrían tener interés genético en virtud de su adaptación. Se encontraban diseminadas por todas las regiones fruteras españolas, aunque eran especialmente frecuentes en la España húmeda. Estas se podían clasificar en dos subgrupos: de mesa y de sidra (aunque algunas tenían aptitud mixta).
'Civila' es una variedad clasificada como de mesa, difundido su cultivo en el pasado por los viveros comerciales y cuyo cultivo en la actualidad se ha reducido a huertos familiares y jardines privados.

## Características
El manzano de la variedad 'Civila' tiene un vigor fuerte; porte semi erecto; tubo del cáliz pequeño, cónico, corto o largo, y con los estambres situados en la mitad o por encima de ésta, muy abundantes y largos que a veces se entremezclan con los sépalos.
La variedad de manzana 'Civila' tiene un fruto de buen tamaño medio; forma tronco-cónica, a veces rebajada de un lado, y con contorno levemente irregular; 
piel lisa, fuerte, semi-brillante; con color de fondo verdoso, importancia del sobre color medio, color del sobre color rojo, distribución del sobre color chapa/pinceladas, presenta chapa más o menos amplia de color rojo rosado vivo con pinceladas cortas sobre la misma, acusa punteado abundante, pequeño, blanquinoso o ruginoso verde grisáceo, y una sensibilidad al "russeting" (pardeamiento áspero superficial que presentan algunas variedades) débil; pedúnculo largo o mediano, más ancho en sus extremos, leñoso y levemente pubescente, con frecuencia presenta embriones de yemas en uno de los lados, anchura de la cavidad peduncular amplia, profundidad de la cavidad pedúncular medianamente profunda y abierta desde el fondo, y con importancia del "russeting" en cavidad peduncular débil; anchura de la cavidad calicina mediana y estrecha, profundidad de la cav. calicina poco o bastante profunda, borde ondulado, y con importancia del "russeting" en cavidad calicina ausente; ojo mediano o pequeño, cerrado o entreabierto; sépalos medianos o largos, compactos en su base, finos y vueltos irregularmente hacia fuera.
Carne de color blanco verdosa con tonos crema y fibras verdes; textura crujiente; sabor característico de la variedad, acidulado y levemente aromático; corazón desplazado hacia el pedúnculo, en los frutos en los que aparecen las líneas que lo enmarcan, es bulbiforme cordada y en otros hay ausencia de líneas; eje entreabierto; celdas anchas y arriñonadas, cartilaginosas; semillas cortas y anchas, de punta truncada.
La manzana 'Civila' tiene una época de maduración y recolección muy tardía, en invierno, es una variedad que madura entre finales de diciembre-principio de enero. Buena calidad gustativa con pulpa firme, agridulce y aromática. Se usa como manzana de mesa fresca.